# Castañares de Rioja
Castañares de Rioja est une commune de la communauté autonome de La Rioja, en Espagne.

## Démographie
| 1900 | 1910 | 1920  | 1930  | 1940  | 1950  | 1960  | 1970 | 1981 |
| ---- | ---- | ----- | ----- | ----- | ----- | ----- | ---- | ---- |
| 821  | 907  | 1 025 | 1 070 | 1 077 | 1 146 | 1 157 | 744  | 559  |

| 1991 | 2001 | 2011 | - | - | - | - | - | - |
| ---- | ---- | ---- | - | - | - | - | - | - |
| 514  | 460  | 533  | - | - | - | - | - | - |

## Administration

### Conseil municipal
La ville de Castañares de Rioja comptait 415 habitants aux élections municipales du 26 mai 2019. Son conseil municipal (en espagnol : Pleno del Ayuntamiento) se compose donc de 7 élus.
| Parti | Parti                                    | Voix |       | Élus  |
| ----- | ---------------------------------------- | ---- | ----- | ----- |
|       | Parti socialiste ouvrier espagnol (PSOE) | 185  | 100 % | 7 / 7 |

### Liste des maires
| Mandat    | Maire | Maire                        | Parti |
| --------- | ----- | ---------------------------- | ----- |
| 1979-1983 |       | Paulino Francia Ruiz         | PSOE  |
| 1983-1987 |       | Paulino Francia Ruiz         | PSOE  |
| 1987-1991 |       | Paulino Francia Ruiz         | PSOE  |
| 1991-1995 |       | Paulino Francia Ruiz         | PSOE  |
| 1995-1999 |       | Paulino Francia Ruiz         | PSOE  |
| 1995-1999 |       | Ángeles Bartolomé García     | PSOE  |
| 1999-2003 |       | Paulino Francia Ruiz         | PSOE  |
| 1999-2003 |       | Martín Pérez Ortún           | PSOE  |
| 2003-2007 |       | Gonzalo Rodríguez Blasco     | PSOE  |
| 2007-2011 |       | Juan Manuel Martínez Barrasa | PP    |
| 2011-2015 |       | Juan Manuel Martínez Barrasa | PP    |
| 2015-2019 |       | María Teresa Bañares Ortún   | PSOE  |
| 2019-2023 |       | María Teresa Bañares Ortún   | PSOE  |